# 燕鳳蝶
燕鳳蝶（學名：Lamproptera curius，英文俗名：White Dragontail）是鳳蝶科、燕鳳蝶屬的一種蝴蝶，也是當中的模式種。分佈於中國華南和西南各省區，此外見於南亞次大陸北部之中南半島、馬來半島至馬來群島西部等地。模式產地為泰國。燕鳳蝶被列入中國國家林業局令國家保護的有益的或者有重要經濟、科學研究價值的陸生野生動物名錄。
燕鳳蝶是世界上最細小的鳳蝶之一。外型獨特，前翅中央呈透明，後翅有特長的翅尾。雄蝶顏色較黑，後翅內緣反捲，內有白色長毛。多在林緣溪邊，尤其是寄主植物附近出現，飛行快速而敏捷，能在空中停留甚至倒飛。喜歡訪花，亦會在溪邊吸水。幼蟲寄主為多種青藤屬植物。

## 分佈
中國大陸（廣東、廣西、海南、雲南）、香港、不丹、印度、緬甸、泰國、印尼、柬埔寨、馬來西亞、菲律賓。

## 形態
小型鳳蝶。雄蝶前翅背面基半部、前緣、外緣及後緣黑色，端半部透明具黑色翅脈，中帶白色，其外側伴有約1毫米的透明帶；後翅背面黑色具白色中帶，下半部疏佈白色鱗，外緣白色，尾突端部白色，香鱗白色。腹面前後基部灰白色，後翅臀區具3條污白色波紋，其餘斑紋同背面。雌蝶翅底色褐色，斑紋如雄蝶。

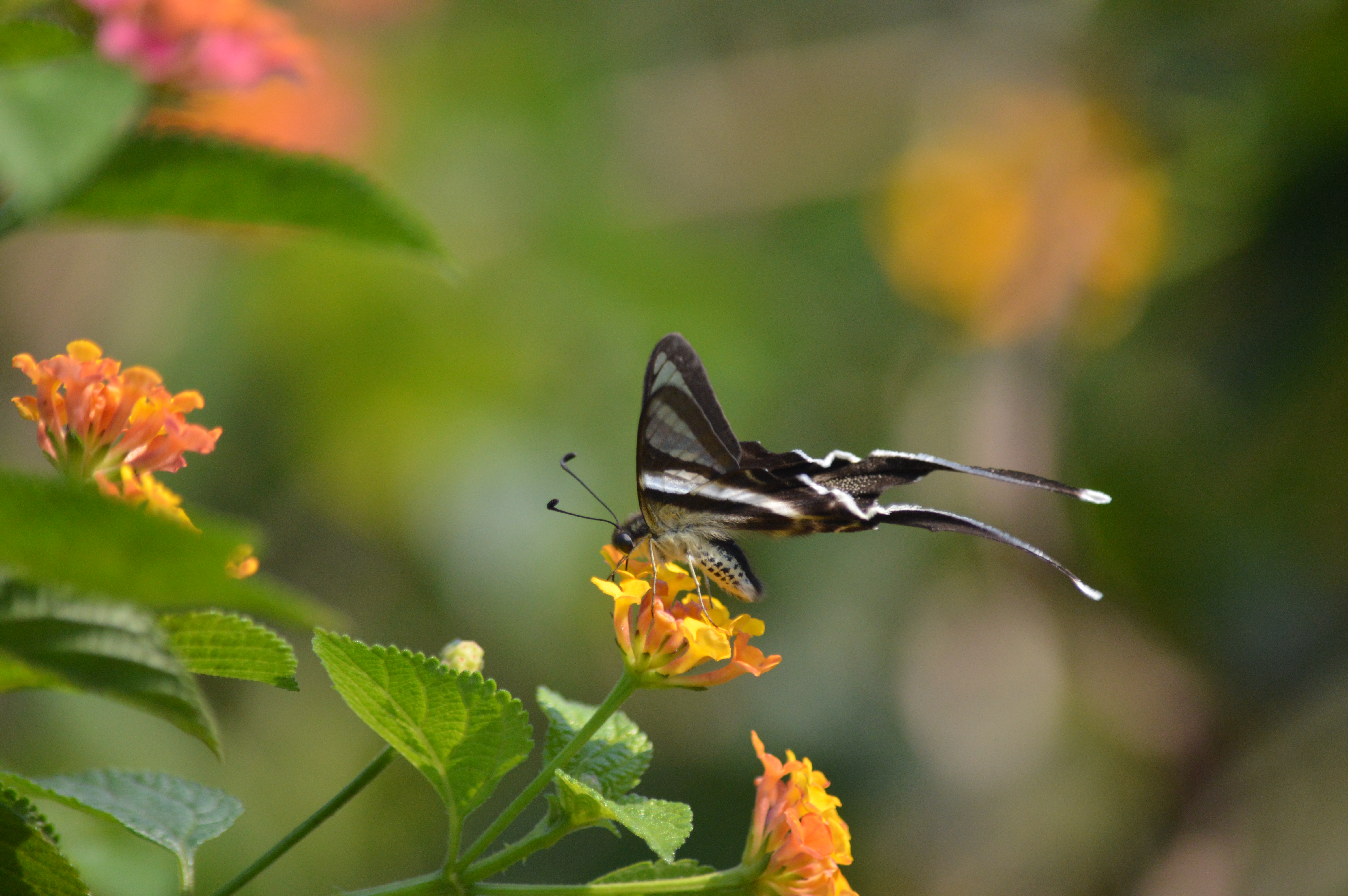
訪花
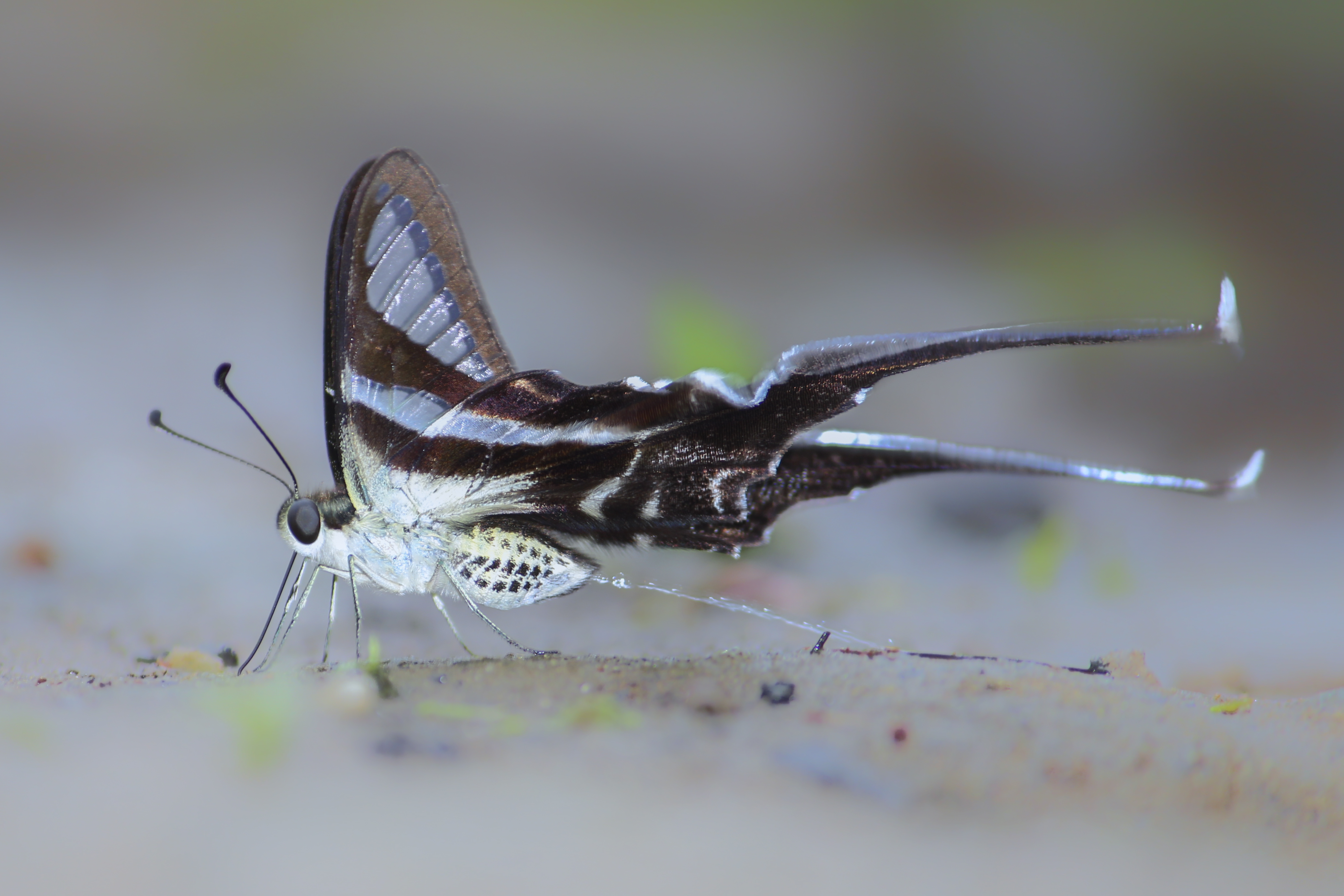
吸水

## 習性
一年多代。成蟲行動活潑，在熱帶地區全年可見，常在溪邊迅速飛行，雄蝶具吸水習性；幼蟲寄主為多種青藤屬植物，包括寬藥青藤（Illigera celebica）。
卵散產在寄主葉上面。孵出的幼蟲會先取食卵，繼而取食寄主葉，幼蟲傾向留在葉上面，而且喜歡停在近葉尖或葉緣的位置。每次脱皮後會把舊皮吃掉，只留下頭殼，最後會在寄主葉下面化蛹。

## 亞種
- L. c. curius 指名亞種，分佈於中國雲南、印度西部、至中南半島及馬來群島西部一帶[6][8]
- L. c. libelluloides (Fruhstorfer, 1898) 分佈於印尼尼亞斯島[9]
- L. c. walkeri (Moore, 1902) 華南亞種，分佈於中國東南部、如海南、香港[6][10][11]

## 文獻
- Wynter-Blyth, 1957. Butterflies of the Indian Region (1982 Reprint), 407
- Lewis, 1974. Butterflies of the World: pl. 132, f. 5 (text)

## 外部連結
- 维基共享资源上的相關多媒體資源：燕鳳蝶
- 維基物種上的相關：燕鳳蝶
- Lamproptera curius （页面存档备份，存于） - funet.fi （英文）
- Lamproptera curius curius （页面存档备份，存于） - Butterflies in Indo-China （英文）